# Сандхи
Сандхи (санскр. सन्धि, «связь, соединение») в лингвистике — изменение звуков в зависимости от их места в слове или предложении.
Термин введён древнеиндийскими грамматиками, предположительно — Панини. Различают сандхи внешнее (на границе слов) и внутреннее (на границе морфем).
Примеры в русском языке — морфонологическое чередование ч/щ в суффиксе -чик/-щик; первый вариант выбирается после -т, -д, -з, -с, -ж, второй — после остальных согласных (пулемётчик — обойщик). Во французском языке частным случаем сандхи является льезон. 